# Strepsiptera
Gli Strepsitteri (Strepsiptera Kirby, 1813) sono un ordine di insetti cosmopoliti terrestri di piccole dimensioni, con livree di colori uniformi e poco vistose, caratterizzati da dimorfismo e dimegetismo sessuale.

## Storia
L'Ordine è conosciuto fossile dal Terziario; il reperto più antico (Mengea tertiaria) proviene dall'ambra del Baltico, oligocenica (Era Cenozica)
inferiore ed è ascrivibile alla famiglia, tuttora vivente, dei Mengeidae.

## Tassonomia
L'ordine degli Strepsitteri comprende circa 400 specie ed è suddiviso in due sottordini: Mengeoidei e Stilopoidei (Ulrich, 1943).
Comprende le seguenti famiglie:
- Mengenillidae
- Mengeidae
- Stylopidae
- Bohartillidae
- Corioxenidae
- Halictophagidae
- Callipharixenidae
- Elenchidae
- Myrmecolacidae

## Sviluppo
Sono insetti olometaboli (ipermetaboli) e, per la serie femminile degli Stilopoidei, catametaboli, nonché vivipari. Si riproducono anfigonicamente, ma talora anche partenogenicamente. Qualche specie (es. Halictoxenos, Pierce) presenta fenomeni di poliembrionia. La fecondazione è sempre estravulvare: il maschio inietta lo sperma nel lacunoma della femmina facendo penetrare l'organo copulatorio attraverso la membrana cefalotoracica negli Stilopoidei oppure, nei Mengeoidei, attraverso un punto qualsiasi della parete del corpo della compagna.

## Morfologia esterna
Maschi: capo trasverso, occhi emisferici con 20-70 corneole ben separate (alcuni autori le interpretano come occhi composti modificati), ocelli assenti, antenne 4-7 articolate, con uno o più articoli prolungati, apparato boccale masticatore ma incompleto e involuto (labrum e labium vestigiali), mandibole grandi, subconiche o cultriformi o anche ridotte, mascelle formate da un'appendice 2-3 articolata (il primo articolo viene interpretato come cardine+stipite, gli altri come palpo; protorace piccolo e di forma anulare, metatorace più grande dei due segmenti precedenti e col noto diviso trasversalmente in due parti separate da un'area membranacea detta postlubium, e la posteriore sovrasta la porzione anteriore dell'addome; zampe prive di trocantere, tarso 2-5 articolato, talora è presente anche il pretarso che, in questo caso, porta due unghie; ali anteriori ridotte a brevi formazioni appiattite e claviformi somiglianti ai bilancieri dei ditteri; ali posteriori ampie, membranacee, con nervature longitudinali, che si ripiegano a ventaglio; addome con 10 uriti, il nono porta l'organo copulatore che è uncinato all'apice.

Femmine: di due tipi, molto diversi, a seconda del Sottordine.

Mengeoidei: forme neoteniche, a tegumento molle, corpo allungato, convesso dorsalmente e piatto ventralmente, cranio ipognato, antenne 3-5 articolate con antennomeri non flabellati come nei maschi, tarso 3-4 articolato, ali assenti, addome di 10 uriti. Conducono vita libera.

Stilopoidei: forme catametaboliche con corpo allungato e piriforme distinto cefalotorace che associa capo, protorace e mesotorace e una porzione posteriore che associa metatorace e nove uriti. Mancano occhi, antenne, zampe ed ali, apparato boccale ridottissimo. Possiedono una caratteristica "camera ventrale" nella regione ventrale che, però, risulta esterna al corpo: qui sboccano i tubuli ventrali o genitali, a fondo ma che si perforano per la fuoriuscita delle larve.

## Sviluppo postembrionale
Lo sviluppo postembrionale e la morfologia degli stadi preimmaginali varia a seconda del Sottordine. Nei Mengeoidei la femmina dà vita ad un gran numero di larve (un esemplare lungo 0,5 mm, ad esempio, ne produce circa 2500). Le larve del primo tipo sono dette 'triungulinidi' per la loro somiglianza alle larve dei Coleotteri Meloidi e Ripiforidi: sono oligopode, campodeiformi e di colore ruggine, con 5 ocelli per parte, antenne rudimentali a forma di areole circolari, apparato boccale rudimentale costituito da due mandibole ridottissime, due piastrine ovoidali interpretate come mascelle e una piastra mediale interpretata come labium. Come negli adulti le zampe mancano di trocantere, addome di 10 uriti col decimo fornito di macrochete. Fuoriescono dalla vulva materna, camminano e saltano in cerca di un ospite, nel quale penetrano attraverso una membrana articolare e ne raggiungono il lacunoma.

Negli Stilopoidei le larve del primo tipo (1500-200 ogni femmina) hanno 4 ocelli per parte, il decimo urite provvisto di 2 macrochete; esse abbandonano il corpo materno tramite i 'tubuli ventrali', passando per la camenra ventrale e fuoriescono all'aperto forzando la 'membrana cefalotoracica', già precedentemente perforata dal maschio per la copula. Una volta libere anch'esse saltano e camminano in cerca di un ospite.

Nel corpo dell'ospite le larve di Strepsiptera si sviluppano prima in larve del secondo tipo che comprendono due età (seconda e terza) che si nutrono dell'emolinfa e del corpo adiposo della vittima.

Negli Stilopoidei le larve sono tra loro diverse a seconda del sesso. La cuticola della terza età funziona da pupario da cui emergerà l'immagine.

## Costumi
Sono parassiti endofagi generalmente di altri insetti: i Mengeoidei parassitizzano Thysanura Lepismoidea, mentre gli Stilopoidea parassitizzano specie di Orthoptera, Mantodea, Rhynchota, Diptera, Tabanidae ed Imenotteri Aculeata, sia solitari che sociali.
La presenza delle larve parassite nel corpo dell'ospite produce vari fenomeni che sono in relazione al numero di larve sopportate, del tempo che è intercorso dalla parassitizzazione, della specie, del sesso dell'ospite. Gli insetti vittime degli Strepsitteri sono detti 'stilopizzati' (dal nome del Genere Stylops descritto da Kirby nel 1830). L'ospite presenta alterazioni vistose fisiologiche e di comportamenti, adiodococinesi, alterazione degli istinti riproduttivi e parentali, una diminuzione della fecondità fino alla inibizione totale o anche l'interruzione della vitellogenesi.

## Classificazione
Il sottordine del Mengeoidea è formato dalla sola famiglia dei Mengeidae. 
Gli Stilopoidei comprendono 6 famiglie: Mirmecolacidae, Callipharixenidae, Sthicotrematidae, Stilopidae, Halictophagidae, Elenchidae.